# Accidente ferroviario de El Cuervo
El accidente ferroviario de El Cuervo tuvo lugar en España a las 7.36 horas del 21 de julio de 1972, en el kilómetro 86,200 de la línea que une Cádiz con Sevilla, cerca de la finca de La Junquera, a tres kilómetros de la antigua estación de El Cuervo y a siete kilómetros de la estación de Lebrija. Se produjo por el impacto frontal entre dos trenes, un ferrobús de media distancia que cubría el trayecto Cádiz-Sevilla y un tren expreso de largo recorrido que circulaba entre Madrid y Cádiz. Como consecuencia del accidente fallecieron 86 personas y más de 150 resultaron heridas.

## Descripción
El tren expreso transportaba unas 500 personas y estaba formado por 14 vagones remolcados por una potente máquina diésel Alco serie 2100 (número 2118). El ferrobús constaba de cuatro vagones y en el viajaban alrededor de 200 personas. Sus velocidades eran de 90 km/h para el tren expreso y de 80 km/h para el ferrobús, ambos trenes frenaron antes del impacto, pero el descenso de velocidad no fue suficiente para evitar la colisión.
En la fecha en que tuvo lugar el accidente, la vía Cádiz-Sevilla era única, aunque circulaban trenes en los dos sentidos, para hacer esto posible existían a lo largo del trayecto algunos tramos de vías secundarias reguladas por semáforos, donde uno de los trenes debía esperar y reemprender la marcha cuando se producía el cruce con el tren que circulaba en sentido contrario. Siguiendo este sistema establecido, el ferrobús paraba habitualmente en una vía muerta de la estación del Cuervo a la espera de que pasara el tren Expreso procedente de Madrid. Según la investigación que realizó RENFE, el accidente se debió a que el maquinista del ferrobús no respetó el semáforo en rojo que existía en la estación de El Cuervo y reemprendió la marcha sin realizar la necesaria espera, como consecuencia los dos trenes circularon por la misma vía simultáneamente pero en sentido contrario, el ferrobús en el sentido El Cuervo-Lebrija y el expreso en el sentido Lebrija-El Cuervo. Sólo se percataron del peligro cuando se visualizaron, pero era demasiado tarde para evitar el choque frontal.
Cuando se produjo el impacto, la máquina diésel del expreso continuó avanzando unos trescientos metros, los tres primeros vagones del ferrobús fueron los que más sufrieron con el choque, quedando totalmente aplastados, mientras que en el expreso únicamente resultó afectado el vagón correo. La violencia de la colisión fue tal que cuando los trenes pararon por fin, los primeros vagones del ferrobús quedaron situados sobre la máquina del expreso, convertidos en un amasijo de hierros que dejaron aprisionados numerosos cadáveres y heridos.